# Mniejszości narodowe i etniczne na Słowacji
Mniejszości narodowe i etniczne na Słowacji – grupy narodowościowe zamieszkujące Słowację identyfikujące z innym narodem niż Słowacy.

## Informacje ogólne
Według spisu ludności w 2011 na Słowacji narodowości było 12 narodowości zadeklarowanych przez co najmniej 1000 osób:
| Lp. | Narodowość | Liczebność | Odsetek ludności ogółem |
| --- | ---------- | ---------- | ----------------------- |
| 1   | Słowacy    | 4352775    | 80,65%                  |
| 2   | Węgrzy     | 458467     | 8,49%                   |
| 3   | Romowie    | 105738     | 1,96%                   |
| 4   | Rusini     | 33482      | 0,62%                   |
| 5   | Czesi      | 30367      | 0,56%                   |
| 6   | Ukraińcy   | 7430       | 0,14%                   |
| 7   | Niemcy     | 4690       | 0,09%                   |
| 8   | Morawianie | 3286       | 0,06%                   |
| 9   | Polacy     | 3084       | 0,06%                   |
| 10  | Rosjanie   | 1997       | 0,04%                   |
| 11  | Bułgarzy   | 1051       | 0,02%                   |
| 12  | Chorwaci   | 1022       | 0,02%                   |

Ponadto w przypadku 382493 osób (7,09% ludności) nie ustalono narodowości.

## Węgrzy na Słowacji
Osobny artykuł: Mniejszość węgierska na Słowacji.

## Rusini na Słowacji
Rusini zamieszkujący Słowację należą głównie do Rusinów Karpackich. W 1991 r. podczas spisu ludności 17 tys. ludzi podało swoją przynależność narodową jako rusińską, zaś jako ojczysty język 5 tys. osób podało rusiński.

## Czesi na Słowacji
Czesi i Słowacy uznają się za pokrewne narody, do czego przyczyniają się podobne kultura i język. Przyczyniło się do tego również powstanie Czechosłowacji; nie zmienił tego jej rozpad.

## Ukraińcy na Słowacji
Ukraińcy na Słowacji są małą grupą, ulokowaną głównie w Kraju Koszyckim i mieście Preszów. Posługują się zarówno językiem ukraińskim, jak i słowackim.

## Niemcy na Słowacji
Osobny artykuł: Niemcy karpaccy.

## Polacy na Słowacji
Osobny artykuł: Polacy na Słowacji.